# Márton Gyöngyösi
Márton Gyöngyösi (født 8. december 1977 i Kecskemét)) er en ungarsk politiker og medlem af det politiske parti Jobbik samt medlem af Ungarns parlament.
Han blev valgt til MP i parlamentsvalget i 2010. Mellem 2010 og 2018 fungerede han som næstformand for den ungarske nationalforsamlings udenrigsudvalg. Han var leder af Jobbiks parlamentariske gruppe fra 2018 til 2019. Han blev valgt til medlem af Europa-Parlamentet (MEP) i valget til Europa-Parlamentet i 2019, som et resultat af at han trak sig fra sin plads i det nationale parlament.

## Liv og gerning
På grund af faderens arbejde tilbragte Gyöngyösi størstedelen af sin barndom i Egypten, Irak, Afghanistan og Indien. Han tog sin afgangseksamen i Ungarn, og rejste videre til Irland, hvor han tog en bachelorgrad i erhvervs- og politisk videnskab ved Trinity College. Han tilbragte et studieår på Friedrich-Alexander-Universität Erlangen-Nürnberg. I 2005 arbejdede han for KPMG, og fra 2007 til 2010 for Ernst & Young.
Gyöngyösi sluttede sig i 2006 til det politiske parti Jobbik, og blev ved det ungarske parlamentsvalg 2010 valgt til Ungarns parlament, hvor han blev stedfortrædende gruppeformand for partiets 21 gruppemedlemmer. Fra 2010 til 2019 var han medlem af den ungarske nationale forsamling.
Han taler engelsk, tysk og russisk.
Gyöngyösi har været en nøglefigur i omdannelsen af Jobbik til et mainstream-parti. Som politiker i Jobbik med ansvar for udenrigsanliggender var han initiativtager til Wage Union European Citizens 'Initiative.

## Privatliv
Gyöngyösi er gift. Hans kone er Ágnes Gyöngyösiné Cserhalmi, jurist og økonom. De har en søn.

## Kritik
Gyöngyösi stiller i nogle af sine taler spørgsmål ved, om jøder har ret til, at tale om hændelserne under 2. verdenskrig hhv. Holocaust, og stiller sig tvivlende overfor antallet af dræbte jøder. Desuden beskyldte han jøder for at ville kolonisere Ungarn.
Den 26. november 2012 forlangte Gyöngyösi i det ungarske parlament af udenrigsminister Zsolt Németh fra Fidesz, at i betragtning af konflikten mellem Israel og Hamas i Gazastriben var det på tide, "at tælle herboende mennesker af jødisk afstamning, især i det ungarske parlament og i den ungarske regering, der faktisk udgør en sikkerhedsrisiko for Ungarn". Den ungarske regering fordømte udtalelserne. Dagen derpå bad Gyöngyösi sine "jødiske landsmænd" om forladelse og erklærede, at han var blevet misforstået. Han havde kun ment de ungarere, der samtidig også har israelsk nationalitet. En jødisk forening i Ungarn indgav en klage over Gyöngyösis udtalelser. Under Holocaust blev cirka 550.000 ungarske jøder dræbt, og mange jøder fra Ungarn lever i dag i Israel.